# Solitary Ground
"Solitary Ground" je singl nizozemskog symphonic metal sastava Epica s albuma Consign To Oblivion.